# Kress, Texas
Kress là một thành phố thuộc quận Swisher, tiểu bang Texas, Hoa Kỳ. Năm 2010, dân số của xã này là 715 người.

## Dân số
- Dân số năm 2000: 826 người.
- Dân số năm 2010: 715 người.